# Кредера-Руббиано
Кредера-Руббиано (итал. Credera Rubbiano) — коммуна в Италии, располагается в регионе Ломбардия, подчиняется административному центру Кремона.
Население составляет 1621 человек, плотность населения составляет 116 чел./км². Занимает площадь 14 км². Почтовый индекс — 26010. Телефонный код — 0373.
Покровителями коммуны почитаются святые мученики Фаустин и Иовита (в Rovereto), святой Домнин из Фиденцы (в Credera) и святая Мария Магдалена (в Rubbiano).